# Waterburcht (Millen)

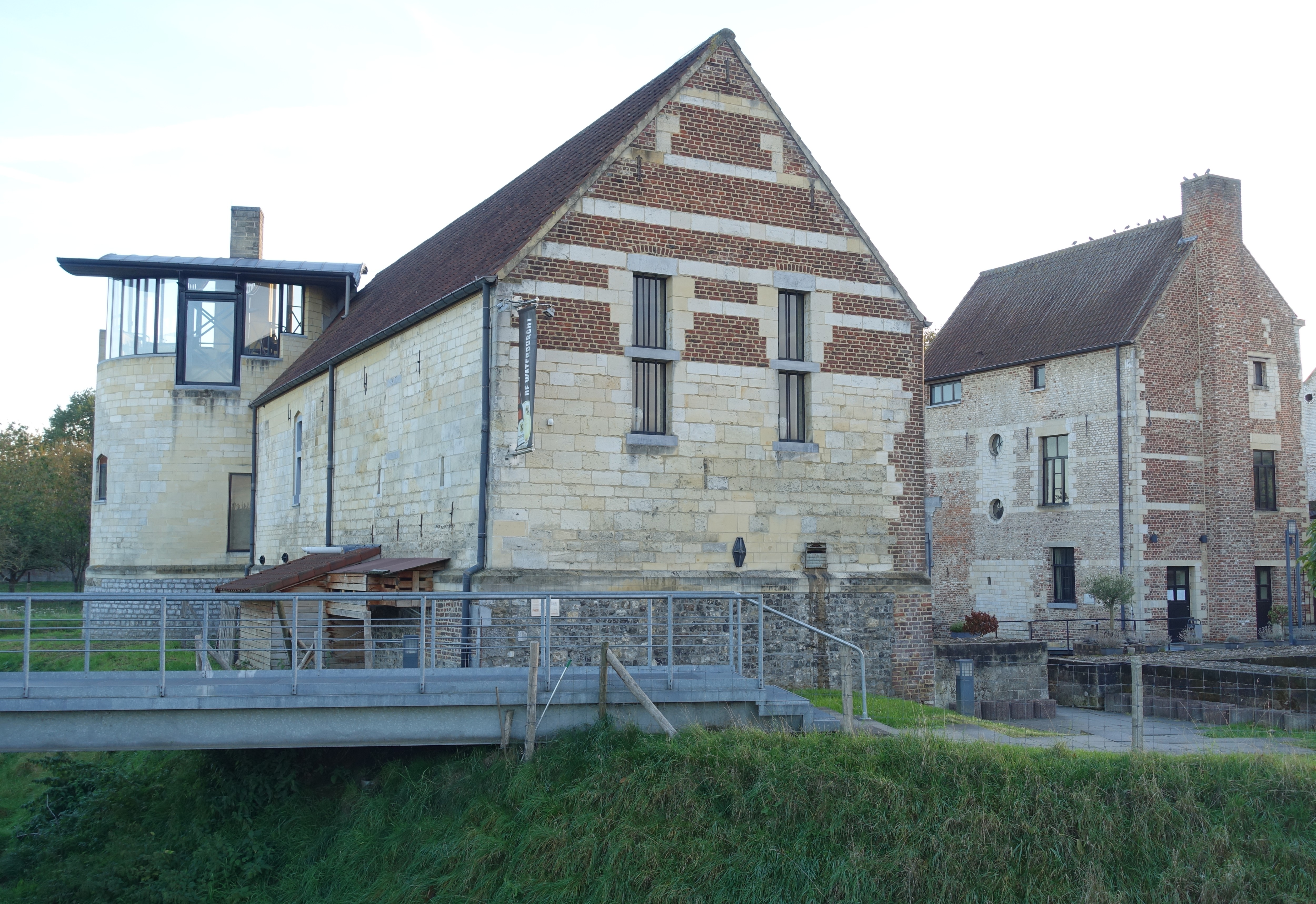
Waterburcht Millen

De Waterburcht is een kasteel in de Belgische plaats Millen (provincie Limburg), gelegen aan de Kattestraat.

## Geschiedenis
De Waterburcht was het centrum van de heerlijkheid Millen of Milina, die een leen was van het Graafschap Loon. Ze werd voor het eerst vermeld in 1143. De oudst bekende heer was Walter van Millen (Walterus de Milne), die seneschalk was van Lodewijk II van Loon. Achtereenvolgens was de heerlijkheid eigendom van de families de Melin, Proest (1369), van Guygoven (1456), van Berloz (1479), van Houthem (1531), de Fléron (1625) en d’Hemricourt (1741).
Het kasteel werd voor het eerst vermeld in 1365. Een woontoren of torenburcht, vermoedelijk 12e-eeuws, werd in de 14de eeuw omgevormd tot waterburcht. De oudere donjon werd uitgebouwd die tot een vierkante waterburcht met een poorttoren en twee zijtorens. In de eerste helft van de 17de eeuw werd de tot ruïne vervallen burcht omgebouwd tot een kasteel. Het werd een comfortabele edelmanswoning zonder militaire betekenis. Vanaf de 18e eeuw werd het kasteel niet meer permanent bewoond en raakte het in verval. In 1811 werd het gekocht door baron de Blisia, waarna een groot deel ervan gesloopt werd, waaronder de donjon en de toren aan de zuidwestkant. Slechts de oost- en westvleugel bleven bestaan en deze fungeerden sindsdien als boerderij.
In 1972 werden de overblijfselen van het kasteel aangekocht door de gemeente en gerestaureerd. De 14e-eeuwse linkertoren uit mergelsteen heeft een gotisch gewelf. Ze maakt deel uit van de oostvleugel, waarvan de ouderdom mogelijk tot de 12e eeuw teruggaat.

## Heden
Tegenwoordig is in de burcht een museum gevestigd, waarin het leven van de adel in de 16e en 17e eeuw wordt verbeeld. Ook is het een centrum van een aantal fietsroutes in de wijde omgeving die het versterkte verleden van de euregio tot thema hebben. In het gebouw is ook een toeristisch eetcafé en de waterburcht is vrij toegankelijk.

## Galerij

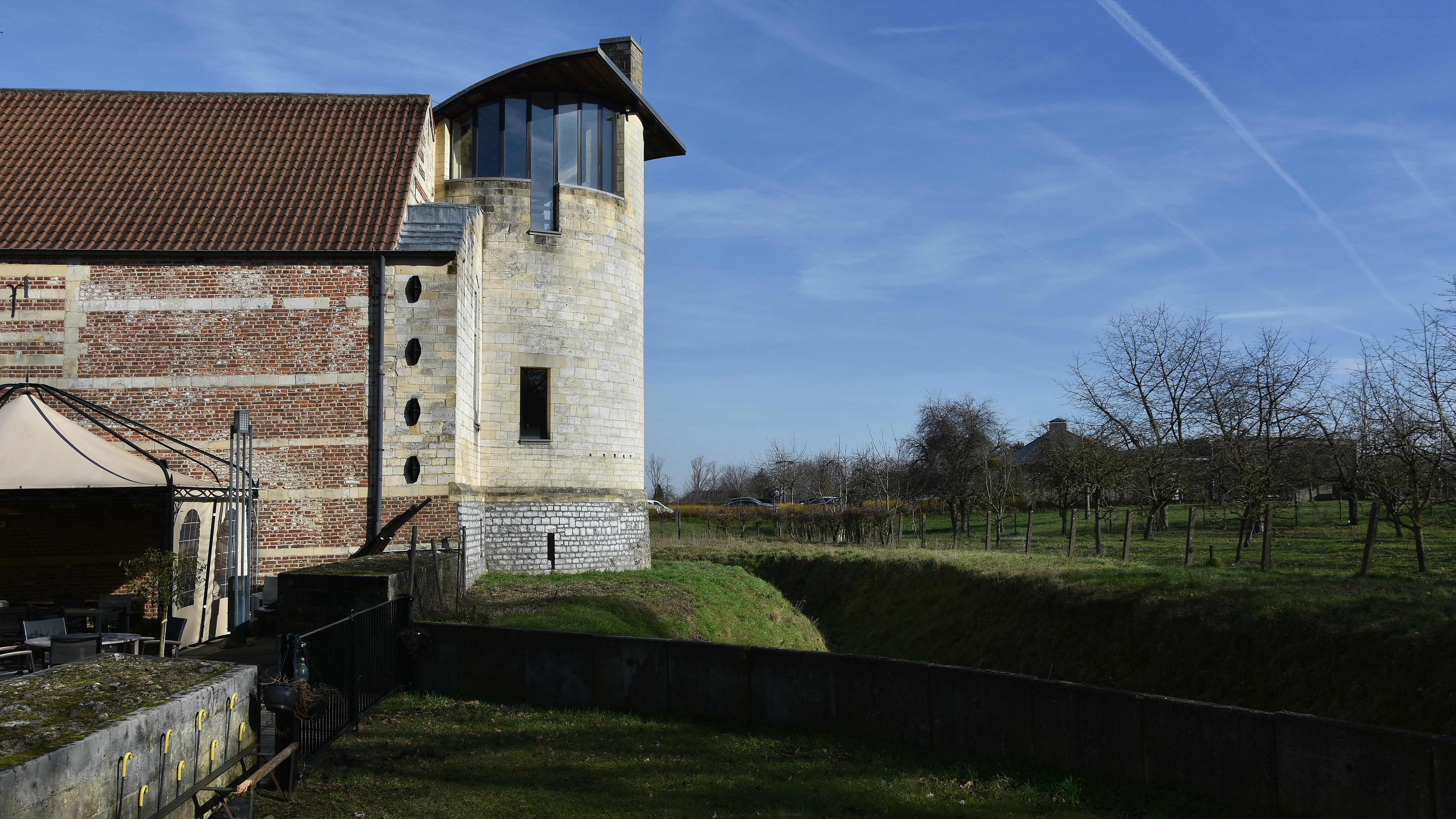
Oostelijke hoektoren
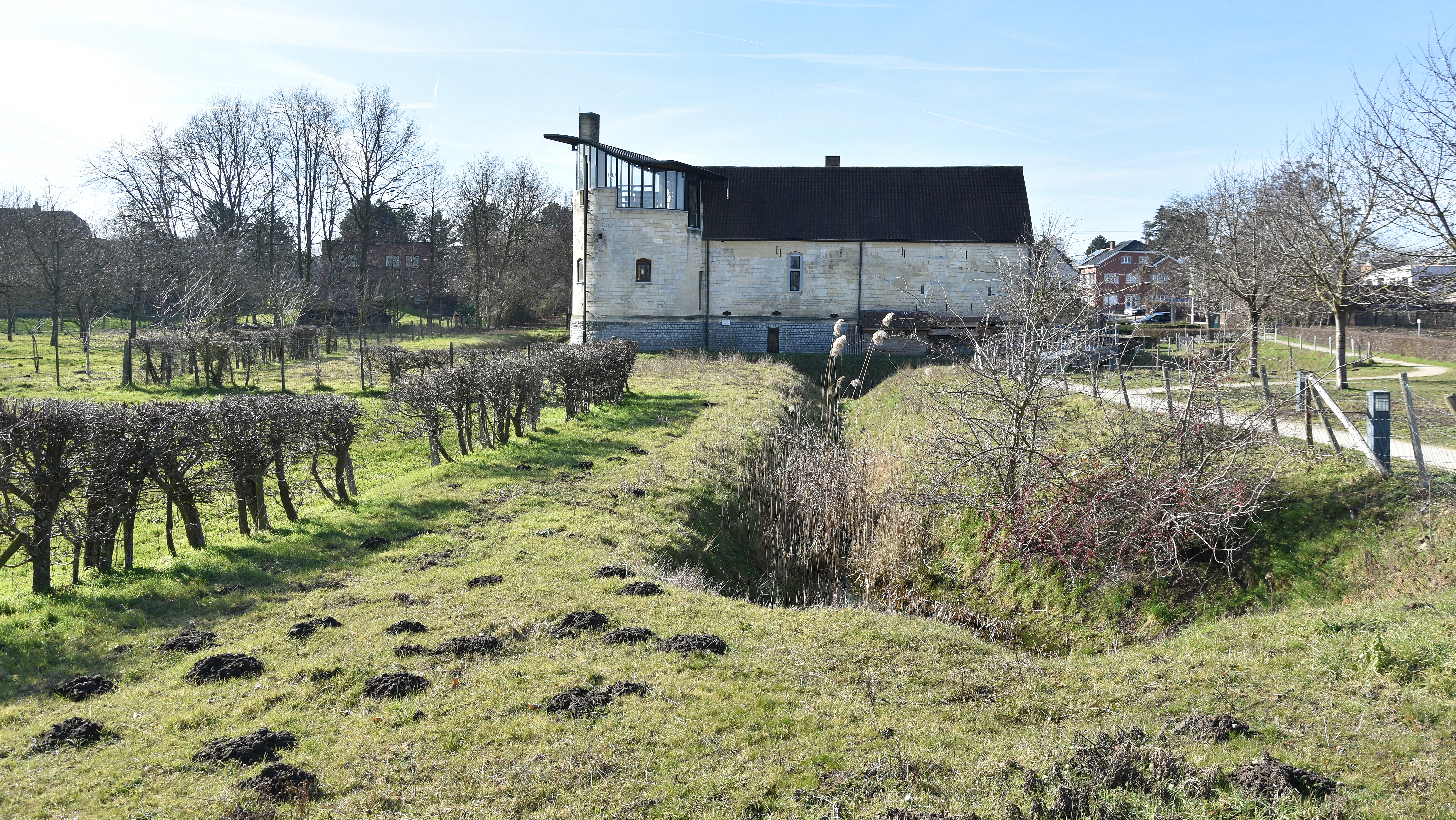
Gezicht op de oostelijke zijde
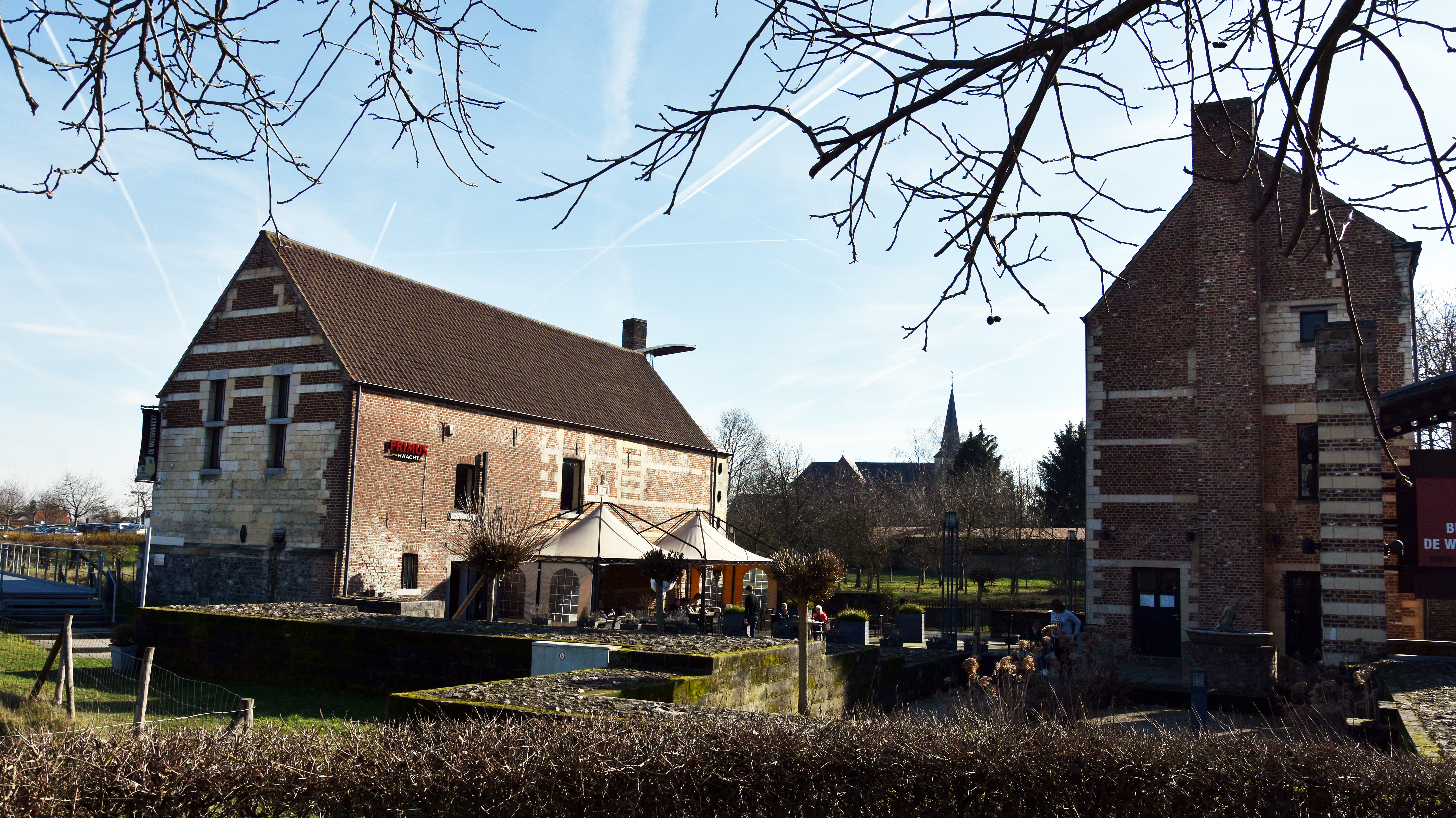
Gezicht op de noordzijde
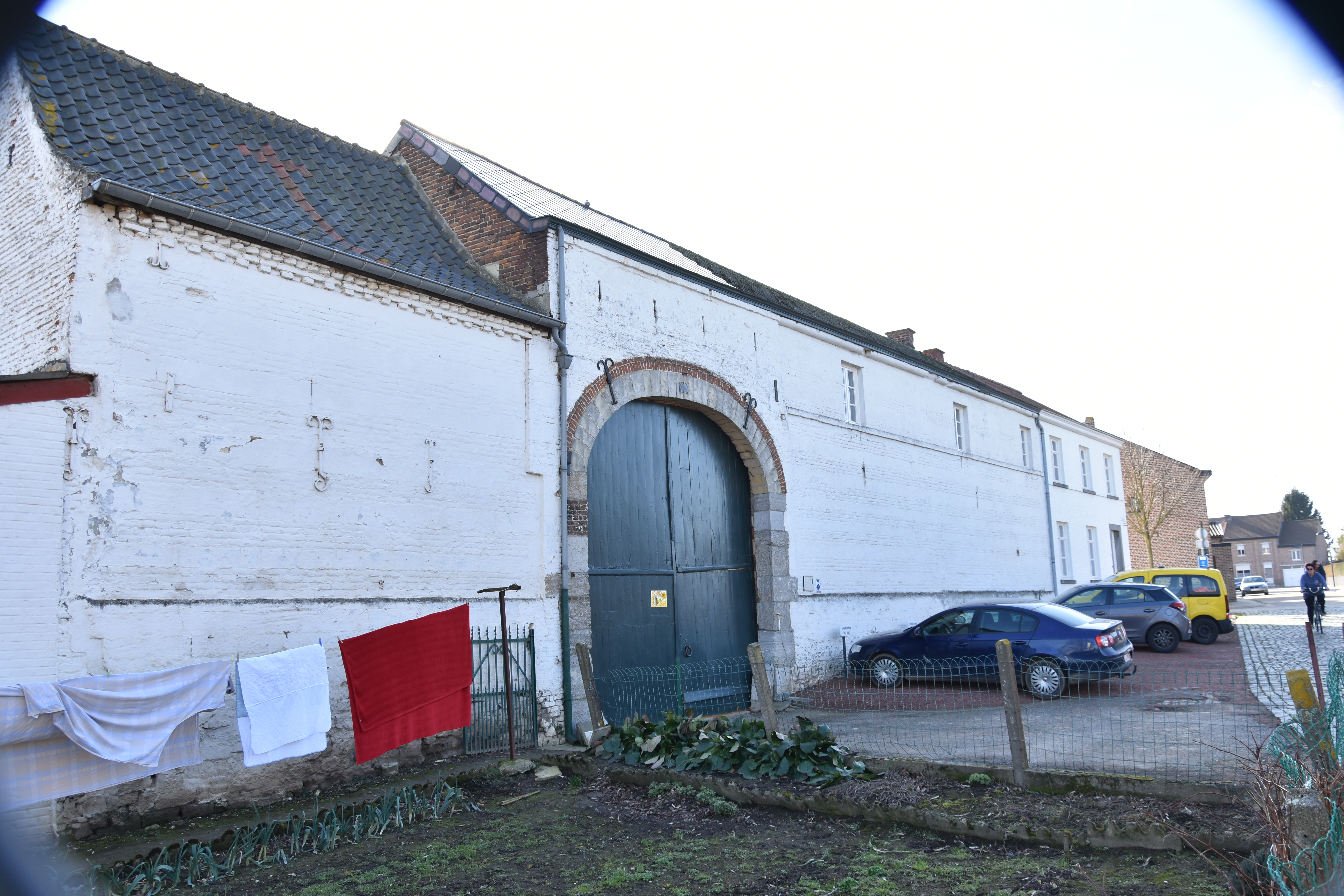
De kasteelhoeve